# Jomfru Ane Teatret
Jomfru Ane Teatret var et teater i Aalborg. Det blev dannet i 1967 af en gruppe unge intellektuelle samt skuespillere fra Aalborg teater. Den første scene var på en første sal i et af de gamle byhuse i Jomfru Ane Gade, som snart måtte forlades, da gadens første diskotek åbnede i samme bygning.
Teatret havde i mange år en omskiftelig tilværelse, bl.a. på grund af et anspændt forhold til de lokale magthavere. Siden midten af 80'erne har det dog nydt statens og kommunens anerkendelse med status som egnsteater, faste bevillinger og acceptable fysiske omgivelser.
Blandt teatrets personligheder kan nævnes Klaus Hoffmeyer, Mogens Pedersen, Jens Okking, Knud Dittmer, Niels Andersen, Claus Flygare, Rebecca Brüel, Sanne Brüel, Carsten Bang, Morten Suurballe, Elin Andersen, Inge Eilertsen,  Henrik Sartou, Bodil Lassen, Lars Bom, Bodil Jørgensen, Jesper Lohmann, Bjarne Henriksen.
Michael Mandsdotter blev leder af teatret i 2001. Han tiltrådte i 2010 stillingen som chef for Odense Teater. 
Teatret flyttede sammen med JakoBole Teatret i 2010 til Nordkraft, Aalborg kommunes nye kulturhus overfor Musikkens Hus. De to teatre fusionerede under navnet Teater Nordkraft.